# Le Temple de la Gloire
Le Temple de la Gloire est un opéra-ballet de Jean-Philippe Rameau sur un livret de Voltaire.
L'ouvrage a connu d'abord une version en cinq actes présentée le 27 novembre 1745 au Théâtre de la Grande Écurie de Versailles pour célébrer la victoire de l'armée française à Fontenoy le 11 mai précédent. Il fut ensuite représenté, sans grand succès à l'Académie royale de musique le 7 décembre 1745 avant d'être révisé sous la forme d'un prologue et trois actes et repris le 19 avril 1746.

## Résumé de l’œuvre (version de 1746)
Une ouverture orchestrale précède le prologue.

### Prologue
La scène a pour cadre la grotte de l'Envie, avec le Temple de la Gloire en arrière-plan
L'Envie et ses suivants projettent de détruire le Temple de la Gloire mais Apollon  apparaît, suivi des Muses - la caverne disparaît et apparaît alors le Mont Parnasse, sur les pentes duquel les Muses célèbrent la Paix.

## Sources
- Philippe Beaussant (dir.), Rameau de A à Z, Paris, Fayard, mai 1983, 397 p. (ISBN 2-213-01277-6), p. 322-324
- (en) Cuthbert Girdlestone, Jean-Philippe Rameau : His life and work, New York, Dover Publications, coll. « Dover books on music, music history », 1969, 2e éd. (1re éd. 1957), 631 p. (ISBN 0-486-26200-6, lire en ligne), p. 450-453